# Amédée Louis Michel Lepeletier de Saint Fargeau
Amédée Louis Michel Lepeletier de Saint Fargeau (9 de Outubro de 1770 – 23 de Agosto de 1845) foi um entomólogo francês, especialista em  Hymenoptera. 
Desde o ano de 1833 até à sua mote foi presidente da Société entomologique de France (Sociedade entomológica de França).
É autor de l’Histoire naturelle des insectes hyménoptères. Nesta obra o autor descreveu muitas subespécies de Apis mellifera, como por exemplo Apis mellifera scutellata, Apis mellifera lamarckii que é a raça de abelha egípcia, etc.
Numerosos trabalhos deste autor foram realizados em co-autoria com Theodore Dru Alison Cockerell.